# Institutet Skatter & Rättssäkerhet
Institutet Skatter & Rättssäkerhet (ISoR) är en svensk intresseorganisation på skatteområdet. Dess syfte är att verka för stärkt rättssäkerhet för den enskilde i skatteförfarandet. Den finansieras genom medlemsavgifter samt bidrag från företag och organisationer och startade sin verksamhet 2002.
Varje år anordnar föreningen ett antal seminarium som riktar sig mot lagstiftaren, Skatteverket och andra myndigheter, domstolarna, akademien, advokater, revisorer och skatterådgivare. Frågor som har behandlats inom ramen för föreningens seminarieverksamhet är tidskrav i skattemål, ersättning för ombudskostnader i skattemål, en formalisering av skattebetalarnas rättigheter och skyldigheter (så kallad "Taxpayer's Charter"), tredjemansrevision samt de svenska skattetilläggens förenlighet med europakonventionens förbud mot dubbel lagföring.
Institutets seminarier attraherar namnkunniga talare som exempelvis Anne Ramberg, Ingemar Hansson, Johan Hirschfeldt, Henrik von Sydow, Jon Karlung, m fl.
Föreningen delar vidare varje år ut stipendier till studenter som skrivit magisteruppsatser eller motsvarande med inriktning mot rättssäkerhetsrelaterade skattefrågor.